# Ango (bouddhisme)
Pour les articles homonymes, voir Ango.
Ango (安居) désigne une période de retraite dans le bouddhisme zen. Cette expression japonaise signifie « demeure paisible ». Ce temps se passe dans un monastère et dure trois mois environ. La méditation est pratiquée quotidiennement, avec à côté la lecture de livres religieux et le travail manuel (samu 作務)). La cérémonie d’ouverture se nomme kessei (結制), si bien que ce terme est parfois utilisé pour désigner l’ango tout entier.   

## Origine
L’ango d’été trouve son origine dans la retraite de la saison des pluies (sanskrit: Varṣā, pali : Vassa) instaurée par Siddharta Gautama. Dōgen le rattache à une parole de Shakyamuni dans le Sutra de l’Enseignement essentiel de la Multitude des Éveillés. Le Bouddha se serait retiré seul durant nonante jours «pour pratiquer l’assise d’été» car « les humains, les divinités et les quatre congrégations » ne respectaient pas son enseignement. 
Selon Dôgen, la retraite d’hiver serait mentionnée dans le Sutra du filet de Brahma, mais cette pratique ne se serait pas transmise.  

## Pratique
Généralement, il y a un à deux ango de 90 jours par an, un qui s’étend du printemps à l’été ; et l’autre du l’automne à l’hiver. Dans le zen sôtô, l’ancienneté des moines et nonnes est comptée selon le nombre d’ango réalisés.